# Atlantic Records
Atlantic Recording Corporation (conocida simplemente como Atlantic Records) es un sello discográfico británico-estadounidense. Esta discografía fue fundada en Londres y Nueva York el 20 de octubre de 1947 por Ahmet Ertegün y Herb Abramson. Durante sus primeros 20 años de operaciones, Atlantic Records ganó una reputación como una de las principales compañías discográficas británicas, especializada en grabaciones de jazz, R&B y soul de músicos afroamericanos como Aretha Franklin, Ray Charles, Wilson Pickett, Sam & Dave, Ruth Brown y Otis Redding, con una posición muy mejorada por su acuerdo de distribución con Stax Records. En 1967, Atlantic Records se convirtió en una subsidiaria de Warner Bros.-Seven Arts -ahora Warner Music Group-, y se expandió en rock y música pop con lanzamientos de bandas como Led Zeppelin y Yes.
En 2004, Atlantic Records y su marca hermana Elektra Records se fusionaron en Atlantic Records Group. Craig Kallman es actualmente el presidente de Atlantic Records. Ahmet Ertegün fue presidente fundador hasta su muerte el 14 de diciembre de 2006, a los 83 años.
Los artistas y bandas actualmente firmados a Atlantic Records incluyen pero no se limitan a Death Cab for Cutie, Oliver Tree, Ava Max, Marina Diamandis, Wallows, Twenty One Pilots, Missy Elliott, Coldplay, David Guetta, Sia, Bruno Mars, Melanie Martinez, JoJo, Kelly Clarkson, Charli XCX, Charlie Puth, Ed Sheeran, Camila Cabello, Flo Rida, Halestorm, James Blunt, Janelle Monáe, Jason Mraz, Laura Pausini, Paramore, Rosé, Simple Plan, Shinedown, Skrillex, Cardi B, Weezer, Ally Brooke, Tally Hall y Wiz Khalifa. Entre los artistas que más ganancias han dado a la disquera son: Missy Elliott, Laura Branigan, Wiz Khalifa, Bruno Mars y P.O.D.

## Personajes
Herb Abramson fue uno de los dos miembros fundadores en 1947. Abramson fue reclutado por el ejército, y a su vuelta tras dos años, su puesto estaba ocupado por Jerry Wexler, quedándose él sin nada que hacer allí, por lo que vendió parte de la compañía por 300.000 dólares y se alejó de cualquier tipo de relación con Atlantic Records.
Ahmet Ertegün fue el cofundador junto a Abramson, como socio capitalista. Inicialmente trabajó en la parte financiera, pero en muy poco empezó a reclutar artistas y a producirlos él mismo. Consiguió a artistas de la talla de Ray Charles, Lavern Baker y Joe Turner. En los 1960 introdujo como ingenieros de sonido y productores a Tom Dowd y Arif Mardin, por lo que él empezó a dedicarse más a la dirección general de la compañía. En 1987 pasó a integrar el Salón de la Fama del Rock.
Nesuhi Ertegün, hermano de Ahmet Ertegün, entró a formar parte de la compañía en 1956, después de haber fundado su propia compañía en Los Ángeles. Se dedicó más a las grabaciones de jazz, con artistas como Charles Mingus, John Coltrane o The Modern Jazz Quartet y Miles Davis. Ocupó diversos puestos dentro de la compañía, y con las distintas asociaciones de la compañía con Warner y Elektra, entre otros. Ha sido uno de los ejecutivos que más ha perdurado. Pasó a formar parte del Salón de la Fama del Rock en 1991.
Jerry Wexler era al principio uno de los comentaristas de rythm & blues más afamados de la revista Billboard. Esto y su amor por la música hicieron que se convirtiera en una de las grandes figuras de la compañía. Lavern Baker y Dusty Springfield, están en su currículum, pero su gran popularidad le llegó con su trabajo junto a Aretha Franklin. Con el tiempo su talento en la producción, lo ha convertido en una figura mítica en la industria de la música. Es miembro del Salón de la Fama del Rock desde el año 1987.